# Schaerweijde (landgoed)
Schaerweijde is een buitenplaats aan de Utrechtseweg 75 in Zeist.
Het huidige hoofdgebouw ontstond in de tweede helft van de twintigste eeuw. Na de toevoeging van de derde verdieping in de beginjaren vijftig volgde begin van de jaren '90 de vierde verdieping.
In 1797 werd de oorspronkelijke buitenplaats Brinkbergen van naam veranderd in Schaerweijde door eigenaar drost Bernardus Sluyterman. Rond 1807 werd op het landgoed een nieuw landhuis gebouwd. Dit werd echter al in 1862 weer afgebroken om plaats te maken voor het huidige huis. Het omliggende park werd in landschapsstijl ontworpen door Jan David Zocher junior. Het park van acht hectare bevatte onder meer een serpentinevijver en een achtkantige theekoepel. Begin 20e eeuw werd het park opnieuw aangelegd, nu naar ontwerp van J.G. Wentink. Ook werd een stalgebouwencomplex aan het landgoed toegevoegd. 

## Geschiedenis
Schaerweyde is genoemd naar de gemeenschappelijke weide waarop boeren hun vee bijeenschaarden. Johanna Pols laat in 1867 het huidige huis zetten. In 1908 laat de familie Fransen van de Putte het huis verbouwen.
De buitenplaats wordt in 1922 op een veiling beschreven als een geheel naar de eischen des tijds ingericht Heerenhuis, met afzonderlijke kleine Villa, Tuinsmanswoning, Chauffeurswoning, paardenstal, rijtuigremise, autogarage, oranjerie, koeienstal met varkenshokken, warenhuis, druivenkas, rozenkas en verdere getimmerten. 
Als het terrein vanaf 1927 wordt verkaveld blijft er slechts een stuk van het gazon over. Na de Tweede Wereldoorlog werd het huis verbouwd tot rusthuis van de Doopsgezinde Gemeente Utrecht. Sinds de jaren 1990 is het landhuis in gebruik als kantoor. 

## Bewoners
- 1796 - 1801 Bernardus Sluyterman x1 Christina Albertina Hillegonde Vossenberg x2 Katharina Justina van Ewyck
- 1801 - Hendrik de Roo en Willem van Dam
- ca 1807 - 1828 - Frans Nicolaas van Bern
- 1829 - 1839 - jhr. Jan Willem van Loon x Philippina Isabella Constantia Van Weede
- 1839 - 1854 Hendrik Doeff x3 Henriëtte Jacobs
- 1854 - 1875 Johanna Pols (1813-1900)
- 1875 - 1880 Daniël Cornelis Ament
- 1880 - 1902 Isaac Dignus Fransen van de Putte x Lucie Henriëtte Cornets de Groot
- 1902 - 1922 Jeanne Louise Fransen van de Putte x jhr. Fredrik van Reenen
- 1922 - 1932 prof. dr. Charles Henri Hubert Spronck x Maria R.R.F.J. Spronck-Neve
- 1951 - rusthuis van de Doopsgezinde Gemeente te Utrecht
- 1979 - opleidingscentrum van de Pinkstergemeente
- 1993 - verschillende bedrijven